# Diamantové malování
Diamantové malování (též diamantová výšivka nebo diamantová mozaika) je nový směr kreativní činnosti. Spočívá v postupném vytváření obrazu na předtištěném plátně. Tvoří se pomocí diamantových akrylových krystalů. Ty mohou být kulaté nebo čtvercové. Kamínky se aplikují pomocí pera a vosku na plátno napuštěné lepidlem a to podle čísel a písmen. Pro lepší aplikaci je vhodné při práci vždy odlepit tu část fólie obrazu, na které pracujete, aby se neztrácela viskozita lepidla. Diamanty se lesknou díky zabroušeným fasetám. Podle počtu faset můžeme rozlišit diamantové malování pod názvem 3D nebo 5D. Čím více faset, tím více je obraz zářivější.Diamanty jsou vytvořeny z pryskyřice.

## Historie
Diamantové malování bylo vynalezeno v Číně a uvedeno na trh společností Guangdong Dazu Yueming Laser Technology Co., Ltd. Patent byl vynalezen v roce 2010. Ve starých časech se diamanty pokládaly na samet, bylo ale obtížné dosáhnout toho, aby diamanty na sametu držely. Diamantové malování začalo být populární od roku 2017.